# Michigan State Spartans
Michigan State Spartans – nazwa drużyn sportowych Michigan State University w East Lansing, biorących udział w akademickich rozgrywkach w Big Ten Conference, organizowanych przez National Collegiate Athletic Association.

## Sekcje sportowe uczelni

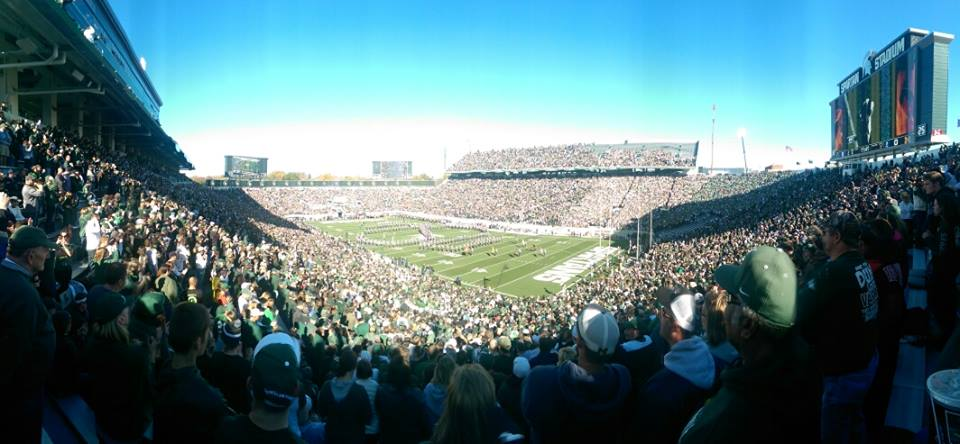
Spartan Stadium.

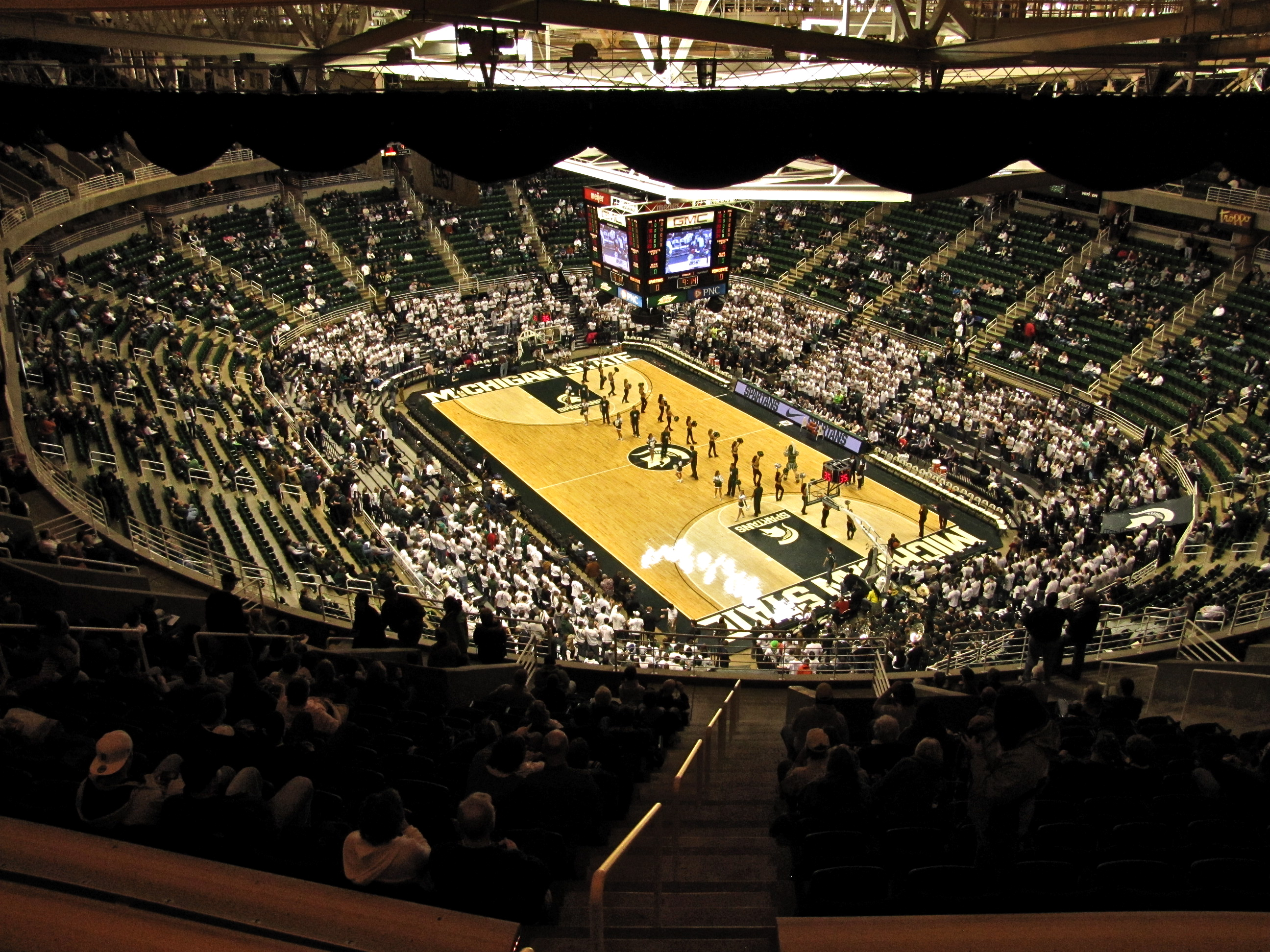
Breslin Center

| Mężczyźni - baseball - bieg przełajowy (8) - futbol amerykański - golf - hokej na lodzie (3) - koszykówka (2) - lacrosse - lekkoatletyka - piłka nożna (2) - pływanie - siatkówka - softball - tenis - wioślarstwo - zapasy (1) | Kobiety - bieg przełajowy (1) - gimnastyka artystyczna - golf - hokej na trawie - koszykówka - lacrosse - lekkoatletyka - piłka nożna - pływanie - siatkówka - softball - tenis - wioślarstwo |

### Mistrzostwo NCAA sekcji nieistniejących
Mężczyźni
- boks (1)
- gimnastyka sportowa (1)

W nawiasie podano liczbę tytułów mistrzowskich NCAA (stan na 1 lipca 2015)

## Obiekty sportowe
- Spartan Stadium – stadion drużyny futbolowej[2]
- BreslinCenter – hala sportowa, w której odbywają się mecze koszykówki[3]
- McLane Baseball Stadium at Kobs Field – stadion baseballowy[3]
- Munn Ice Arena – hala sportowa, w której odbywają się mecze hokeja na lodzie[4]